# 陈云裳
陈云裳（英語：Nancy Chan，1916年8月10日—2016年6月30日），原名陈民强，香港女演员。丈夫為醫生汤于翰。

## 生平
陳雲裳生於香港，幼时随父母移居广州，陳雲裳天生麗質，能歌善舞，從小立志進演藝圈，卻遭父母阻撓，但最後還是如願以償。陳雲裳幼時拜戏剧大师易剑泉为师，先后学习了国语、昆曲、京剧、粤剧。藝名「陳雲裳」就是由師父起，取自李白詩句「雲想衣裳花想容」。
1933年，十幾歲的陳雲裳既生得漂亮，又能歌善舞，遂加入電影公司，走上演藝之路。兩年後，她就應香港導演蘇怡邀請到香港拍電影。1936年因主演《新青年》一夜成名，短短4年內，她連續拍攝了20多部粵語影片，名聲日隆。
1938年，她應新華影業公司老板張善琨邀請，在上海主演了國語片《木蘭從軍》，由此轟動上海灘，成為當時最受歡迎的女演員之一，與胡蝶、阮玲玉、周璇齐名。並曾獲封第三届中國電影皇后。
隨後在上海的五年中，陳雲裳先後拍摄了20多部國語片較為有名的有《秦良玉》、《蘇武牧羊》、《野蔷薇》、《重見光明》等影片。特別是在巴金的《家》一書改編的電影中飾演琴表妹一角，更獲得好評。
不過，就在其演藝事業到達巔峰時，陳雲裳在1945年下嫁香港醫生湯于翰，為此，她退出影壇，返港專心照顧家庭。除了1952年，她曾為香港新華影業公司主演了《月兒彎彎照九州》等影片外，之後近半個世紀，她在港過著平靜的生活，絕少參加社會活動，因此中青年一輩對於陳雲裳這位一代大明星了解甚少。
2016年6月30日，陳雲裳在香港家中離世，享年100歲﹙陳雲裳實際年齡比生前的普遍記載大幾歲，據石琪轉述香港電影資料館的傅慧儀所言，2016年4月資料館最後一次造訪陳雲裳的山頂別墅，陳雲裳實際上一百歲，她最初從影時報細數；而陳雲裳逝世後，喪禮上的紀念冊記述她生於1916年，但沒列明月日。部份媒體報導則寫陳雲裳享年103歲，但香港有習俗會在辦喪事時將死者年齡報大三歲﹚。
- 良友画报友 1937年第124期  封面人物：陈云裳
- 良友画报 1939年第142期  封面人物：陈云裳
- 良友画报 1940年第156期  封面人物：陈云裳